# Stylogaster ctenitarsa
Stylogaster ctenitarsa är en tvåvingeart som beskrevs av Camras och Parrillo 1996. Stylogaster ctenitarsa ingår i släktet Stylogaster och familjen stekelflugor. Inga underarter finns listade i Catalogue of Life.